# César du meilleur son
Le César du meilleur son est une récompense cinématographique française décernée par l'Académie des arts et techniques du cinéma depuis la première remise de prix le 3 avril 1976 au Palais des congrès à Paris.

## Introduction

### Nominations et victoires multiples
Certain(e)s chefs opérateurs/trices du son, ingénieur(e)s du son et mixeuses/rs ont été récompensés à plusieurs reprises :
- 7 César : Gérard Lamps (1984, 1986, 1989, 1992, 2001, 2004 et 2006)
- 6 César : Dominique Hennequin (1985, 1990, 1991, 1993, 1995 et 1996)
- 4 César : Pierre Gamet (1980, 1991, 1992 et 1996), Gérard Hardy (2001, 2003, 2004 et 2009) et Cyril Holtz (2002, 2011, 2019, 2025)
- 3 César : François Groult (1989, 2000 et 2009), Cyril Holtz (2002, 2011 et 2019), Bernard Le Roux (1987, 1988 et 1997) et Claude Villand (1983, 1987 et 1988)
- 2 César : Jean-Marie Blondel (2003 et 2004), Nicolas Cantin (2005 et 2020), William Flageollet (1987 et 1994), Olivier Goinard (2020 et 2021), Jean Goudier (1996 et 2011), Gabriel Hafner (2007 et 2016), Jean-Paul Hurier (2008 et 2017), Jean-Pierre Laforce (1998 et 2012), Pierre Lenoir (1990 et 1998), Jean-Claude Laureux (1988 et 1994), François Maurel (2001 et 2023), François Musy (2007 et 2016), Luc Perini (1976 et 1986), Laurent Quaglio (1997 et 2006), Jean-Pierre Ruh (1977 et 1982), William-Robert Sivel (1979 et 1983), Daniel Sobrino (2005 et 2011), Bruno Tarrière (2000 et 2010), Vincent Tulli (1999 et 2000) et Pascal Villard (2002 et 2008). Erwan Kerzanet (2021 et 2025).

Concernant les chefs opérateurs du son, ingénieurs du son et mixeurs, plusieurs furent multi-nommés (en gras, les chefs opérateurs du son, ingénieurs du son et mixeurs lauréats)
- 18 nominations : Gérard Lamps ;
- 17 nominations : Pierre Gamet et Dominique Hennequin ;
- 14 nominations : Cyril Holtz, Jean-Pierre Laforce ;
- 12 nominations : Jean-Paul Hurier ;
- 9 nominations : Paul Lainé ;
- 8 nominations : Pierre Lenoir ;
- 7 nominations : Gérard Hardy, Guillaume Sciama, Daniel Sobrino, Brigitte Taillandier et Claude Villand ;
- 6 nominations : Olivier Goinard, Jean Goudier, François Groult, Nicolas Moreau, Jean-Pierre Ruh et Stéphane Thiébaut ;
- 5 nominations : Vincent Arnardi, Nicolas Cantin, Marc Doisne, Valérie de Loof, Jean-Pierre Duret, William Flageollet, Bernard Le Roux, Harald Maury, Jean-Paul Mugel, François Musy et Laurent Quaglio ;
- 4 nominations : Niels Barletta, Jean-Marie Blondel, Emmanuel Croset, Michel Desrois, Sylvain Malbrant, Jacques Maumont, Olivier Mauvezin, Nadine Muse, Julien Sicart, Bruno Tarrière, Vincent Tulli, Pascal Villard, Francis Wargnier et Erwan Kerzanet.
- 3 nominations : Bernard Bats, Dominique Dalmasso, Thomas Desjonquères, Jean-Jacques Ferran, Gabriel Hafner, Jean-Claude Laureux, Gwennolé Le Borgne, Jean-Paul Loublier, François Maurel, Loïc Prian, Nicolas Provost, Agnès Ravez, Éric Tisserand, Jean-Louis Ughetto et Jean Umansky ;
- 2 nominations : Pascal Armant, Bernard Aubouy, Sélim Azzazi, Lucien Balibar, Philippe Barbeau, Antoine Baudoin, Pierre Befve, Marc-Antoine Beldent, Germain Boulay, Rémi Daru, Antoine Deflandre, Cédric Deloche, Thierry Delor, Jeanne Delplancq, Mathieu Descamps, Roman Dymny, Pierre Excoffier, Séverin Favriau, Dominique Gaborieau, Thomas Gauder, Olivier Guillaume, Vincent Guillon, Olivier Hespel, Benoît Hillebrand, Dean Humphreys, Olivier Dô Hùu, Jean Labussière, Alain Lachassagne, Damien Lazzerini, Fanny Martin, Harrick Maury, Pierre Mertens, Jean Minondo, Henri Morelle, Luc Perini, Alexis Place et William-Robert Sivel ;

## Palmarès

### Années 1970
- 1976 : Black Moon – Nara Kollery et Luc Perini
  - Hu-Man – Harald Maury et Harrick Maury
  - India Song – Michel Vionnet
  - Le Vieux Fusil – Bernard Aubouy
- 1977 : Mado – Jean-Pierre Ruh
  - Barocco – Paul Lainé
  - Je t'aime moi non plus – Antoine Bonfanti
  - La Meilleure Façon de marcher – Paul Lainé
  - Monsieur Klein – Jean Labussière
- 1978 : Providence – Jacques Maumont
  - Diabolo menthe – Bernard Aubouy
  - Dites-lui que je l'aime – Paul Lainé
  - La Griffe et la Dent – François Bel et Pierre Ley
  - La Vie devant soi – Jean-Pierre Ruh
- 1979 : L'État sauvage – William-Robert Sivel
  - Judith Therpauve – Harald Maury
  - Molière – Alix Comte
  - Une histoire simple – Pierre Lenoir

### Années 1980
- 1980 : Clair de femme – Pierre Gamet
  - Martin et Léa – Alain Lachassagne
  - Perceval le Gallois – Jean-Pierre Ruh
  - Retour à la bien-aimée – Pierre Lenoir
- 1981 : Le Dernier Métro – Michel Laurent
  - La Banquière – Jean-Pierre Ruh
  - La Mort en direct – Michel Desrois
  - Un mauvais fils – Pierre Lenoir
- 1982 : Diva – Jean-Pierre Ruh
  - Garde à vue – Paul Lainé
  - Les Uns et les Autres – Harald Maury
  - Malevil – Pierre Gamet
- 1983 : La Passante du Sans-Souci – William-Robert Sivel et Claude Villand
  - Danton – Jean-Pierre Ruh
  - Les Quarantièmes rugissants – Pierre Gamet et Jacques Maumont
  - Une chambre en ville – André Hervée
- 1984 : Tchao Pantin – Gérard Lamps et Jean Labussière
  - L'Argent – Jean-Louis Ughetto
  - Garçon ! – Pierre Lenoir et Jacques Maumont
  - Mortelle Randonnée – Maurice Gilbert, Paul Lainé et Nadine Muse
- 1985 : Carmen – Guy Level, Dominique Hennequin et Harald Maury[1]
  - L'Amour à mort – Pierre Gamet et Jacques Maumont
  - Fort Saganne – Pierre Gamet, Jean-Paul Loublier et Claude Villand
  - Souvenirs, Souvenirs – Bernard Le Roux, Guillaume Sciama et Claude Villand
- 1986 : Subway – Luc Perini, Harald Maury, Harrick Maury et Gérard Lamps
  - Harem – Pierre Gamet et Dominique Hennequin
  - L'Effrontée – Paul Lainé et Gérard Lamps
  - Rendez-vous – Dominique Hennequin et Jean-Louis Ughetto
- 1987 : Autour de minuit – William Flageollet, Michel Desrois, Claude Villand et Bernard Le Roux
  - Jean de Florette – Pierre Gamet, Dominique Hennequin et Laurent Quaglio
  - Tenue de soirée – Bernard Bats et Dominique Hennequin
  - Thérèse – Dominique Dalmasso et Alain Lachassagne
- 1988 : Au revoir les enfants – Jean-Claude Laureux, Claude Villand et Bernard Le Roux
  - Les Innocents – Dominique Hennequin et Jean-Louis Ughetto
  - Un homme amoureux – Bernard Bats et Gérard Lamps
- 1989 : Le Grand Bleu – François Groult, Gérard Lamps et Pierre Befve
  - Camille Claudel – François Groult, Dominique Hennequin et Guillaume Sciama
  - L'Ours – Bernard Le Roux, Laurent Quaglio et Claude Villand

### Années 1990
- 1990 : Monsieur Hire – Pierre Lenoir et Dominique Hennequin
  - Bunker Palace Hôtel – Pierre Gamet et Claude Villand
  - La Vie et rien d'autre – Michel Desrois, William Flageollet et Gérard Lamps
- 1991 : Cyrano de Bergerac – Pierre Gamet et Dominique Hennequin
  - Nikita – Michel Barlier, Pierre Befve et Gérard Lamps
  - Nouvelle Vague – Pierre-Alain Besse, Henri Morelle et François Musy
- 1992 : Tous les matins du monde –Gérard Lamps, Pierre Gamet et Anne Le Campion
  - Delicatessen – Vincent Arnardi et Jérôme Thiault
  - Van Gogh – Jean-Pierre Duret et François Groult
- 1993 : Indochine – Dominique Hennequin et Guillaume Sciama
  - L'Accompagnatrice – Paul Lainé et Gérard Lamps
  - Un cœur en hiver – Pierre Lenoir et Jean-Paul Loublier
- 1994 : Trois Couleurs : Bleu – William Flageollet et Jean-Claude Laureux
  - Germinal – Pierre Gamet et Dominique Hennequin
  - Smoking / No Smoking – Bernard Bats et Gérard Lamps
- 1995 : Farinelli – Jean-Paul Mugel et Dominique Hennequin
  - Léon – Pierre Excoffier, François Groult, Gérard Lamps et Bruno Tarrière
  - Trois Couleurs : Rouge – William Flageollet et Jean-Claude Laureux
- 1996 : Le Hussard sur le toit – Jean Goudier, Pierre Gamet et Dominique Hennequin
  - La Haine – Dominique Dalmasso et Vincent Tulli
  - Nelly et Monsieur Arnaud – Pierre Lenoir et Jean-Paul Loublier
- 1997 : Microcosmos – Philippe Barbeau, Bernard Le Roux et Laurent Quaglio
  - Capitaine Conan – Michel Desrois et Gérard Lamps
  - Ridicule – Jean Goudier, Dominique Hennequin et Paul Lainé
- 1998 : On connaît la chanson – Pierre Lenoir, Jean-Pierre Laforce et Michel Klochendler
  - Le Cinquième Élément – Daniel Brisseau
  - Le Cousin – Pierre Gamet et Gérard Lamps
- 1999 : Taxi – Vincent Tulli et Vincent Arnardi
  - Ceux qui m'aiment prendront le train – Jean-Pierre Laforce, Nadine Muse et Guillaume Sciama
  - Place Vendôme – Jean-Pierre Duret et Dominique Hennequin

### Années 2000
- 2000 : Jeanne d'Arc – Vincent Tulli, François Groult et Bruno Tarrière
  - La Fille sur le pont – Dominique Hennequin et Paul Lainé
  - Les Enfants du marais – William Flageollet et Guillaume Sciama
- 2001 : Harry, un ami qui vous veut du bien – Gérard Hardy, François Maurel et Gérard Lamps
  - Le Roi danse – Dominique Dalmasso et Henri Morelle
  - Les Rivières pourpres – Cyril Holtz et Vincent Tulli
- 2002 : Sur mes lèvres – Marc-Antoine Beldent, Pascal Villard et Cyril Holtz
  - Le Fabuleux Destin d'Amélie Poulain – Vincent Arnardi, Gérard Hardy, Laurent Kossayan et Jean Umansky
  - Le Pacte des loups – Cyril Holtz et Jean-Paul Mugel
- 2003 : Le Pianiste (The Pianist) – Jean-Marie Blondel, Gérard Hardy et Dean Humphreys
  - Amen. – Dominique Gaborieau et Pierre Gamet
  - Huit Femmes – Pierre Gamet, Benoît Hillebrand et Jean-Pierre Laforce
- 2004 : Pas sur la bouche – Jean-Marie Blondel, Gérard Hardy et Gérard Lamps
  - Bon Voyage – Pierre Gamet, Jean Goudier et Dominique Hennequin
  - Les Égarés – Olivier Goinard, Jean-Pierre Laforce et Jean-Paul Mugel
- 2005 : Les Choristes – Daniel Sobrino, Nicolas Cantin et Nicolas Naegelen
  - 36 quai des Orfèvres – Pierre Mertens, François Maurel, Sylvain Lasseur et Joël Rangon
  - Un long dimanche de fiançailles – Jean Umansky, Gérard Hardy et Vincent Arnardi
- 2006 : La Marche de l'empereur – Laurent Quaglio et Gérard Lamps
  - De battre mon cœur s'est arrêté – Philippe Amouroux, Cyril Holtz, Brigitte Taillandier et Pascal Villard
  - Gabrielle – Olivier Dô Hùu, Benoît Hillebrant et Guillaume Sciama
- 2007 : Quand j'étais chanteur – François Musy et Gabriel Hafner
  - Cœurs – Jean-Marie Blondel, Thomas Desjonquères et Gérard Lamps
  - Lady Chatterley – Jean-Jacques Ferran, Nicolas Moreau et Jean-Pierre Laforce
  - Ne le dis à personne – Pierre Gamet, Jean Goudier et Gérard Lamps
  - Indigènes – Olivier Hespel, Olivier Walczak, Franck Rubio et Thomas Gauder
- 2008 : La Môme – Laurent Zeilig, Pascal Villard, Marc Doisne et Jean-Paul Hurier
  - L'Ennemi intime – Antoine Deflandre, Germain Boulay et Eric Tisserand
  - Les Chansons d'amour – Guillaume Le Braz, Valérie Deloof, Agnès Ravez et Thierry Delor
  - Persépolis – Thierry Lebon, Éric Chevallier et Samy Bardet
  - Le Scaphandre et le Papillon – Jean-Paul Mugel, Francis Wargnier et Dominique Gaborieau
- 2009 : Mesrine : L'Instinct de mort et Mesrine : L'Ennemi public n° 1 – Jean Minondo, Gérard Hardy, Alexandre Widmer, Loïc Prian, François Groult et Hervé Buirette
  - Un conte de Noël – Jean-Pierre Laforce, Nicolas Cantin et Sylvain Malbrant
  - Entre les murs – Olivier Mauvezin, Agnès Ravez et Jean-Pierre Laforce
  - Faubourg 36 – Daniel Sobrino, Roman Dymny et Vincent Goujon
  - Séraphine – Philippe Vandendriessche, Emmanuel Croset et Ingrid Ralet

### Années 2010
- 2010 : Le Concert – Pierre Excoffier, Bruno Tarrière et Sélim Azzazi
  - Welcome – Pierre Mertens, Laurent Quaglio et Éric Tisserand
  - À l'origine – François Musy et Gabriel Hafner
  - Un prophète – Brigitte Taillandier, Francis Wargnier et Jean-Paul Hurier
  - Micmacs à tire-larigot – Jean Umansky, Gérard Hardy et Vincent Arnardi
- 2011 : Gainsbourg, vie héroïque – Daniel Sobrino, Jean Goudier et Cyril Holtz
  - Océans – Philippe Barbeau, Jérôme Wiciak et Florence Lavallé
  - The Ghost Writer – Jean-Marie Blondel, Thomas Desjonqueres et Dean Humphreys
  - Des hommes et des dieux – Jean-Jacques Ferran, Vincent Guillon et Éric Bonnard
  - Tournée – Olivier Mauvezin, Séverin Favriau et Stéphane Thiébaut
- 2012 : L'Exercice de l'État – Olivier Hespel, Julie Brenta et Jean-Pierre Laforce
  - Intouchables – Pascal Armant, Jean Goudier et Jean-Paul Hurier
  - L'Apollonide - Souvenirs de la maison close – Jean-Pierre Duret, Nicolas Moreau et Jean-Pierre Laforce
  - Polisse – Nicolas Provost, Rym Debbarh-Mounir et Emmanuel Croset
  - La guerre est déclarée – André Rigaut, Sébastien Savine et Laurent Gabiot
- 2013 : Cloclo – Antoine Deflandre, Germain Boulay, Serge Rouquairol, Éric Tisserand
  - Les Adieux à la reine – Brigitte Taillandier, Francis Wargnier et Olivier Goinard
  - Amour – Guillaume Sciama, Nadine Muse, Jean-Pierre Laforce
  - De rouille et d'os – Brigitte Taillandier, Pascal Villard et Jean-Paul Hurier
  - Holy Motors – Erwan Kerzanet, Josefina Rodriguez, Emmanuel Croset
- 2014 : Michael Kohlhaas – Jean-Pierre Duret, Mélissa Petitjean
  - L'Inconnu du lac – Philippe Grivel, Nathalie Vidal
  - Les Garçons et Guillaume, à table ! – Marc-Antoine Beldent, Loïc Prian, Olivier Dô Huu
  - La Vénus à la fourrure – Lucien Balibar, Nadine Muse, Cyril Holtz
  - La Vie d'Adèle – Jérôme Chenevoy, Fabien Pochet, Roland Voglaire, Jean-Paul Hurier
- 2015 : Timbuktu – Philippe Welsh, Roman Dymny, Thierry Delor
  - Bande de filles – Pierre André, Daniel Sobrino
  - Bird People – Jean-Jacques Ferran, Nicolas Moreau, Jean-Pierre Laforce
  - Les Combattants – Jean-Luc Audy, Guillaume Bouchateau, Antoine Baudouin, Niels Barletta
  - Saint Laurent – Nicolas Cantin, Nicolas Moreau, Jean-Pierre Laforce
- 2016 : Marguerite – François Musy et Gabriel Hafner
  - Dheepan – Daniel Sobrino, Valérie Deloof et Cyril Holtz
  - Mon roi – Nicolas Provost, Agnès Ravez et Emmanuel Croset
  - Mustang – Ibrahim Gök, Damien Guillaume et Olivier Goinard
  - Trois souvenirs de ma jeunesse – Nicolas Cantin, Sylvain Malbrant et Stéphane Thiébaut
- 2017 : L'Odyssée - Marc Engels, Fred Demolder, Sylvain Rety et Jean-Paul Hurier
  - Chocolat - Brigitte Taillandier, Vincent Guillon et Stéphane Thiébaut
  - Elle - Jean-Paul Mugel, Alexis Place, Cyril Holtz et Damien Lazzerini
  - Frantz - Martin Boissau, Benoît Gargonne et Jean-Paul Hurier
  - Mal de pierres - Jean-Pierre Duret, Sylain Malbrant et Jean-Pierre Laforce
- 2018 : Barbara – Olivier Mauvezin, Nicolas Moreau et Stéphane Thiébaut
  - 120 battements par minute – Julien Sicart, Valérie de Loof et Jean-Pierre Laforce
  - Au revoir là-haut – Jean Minondo, Gurwal Coïc-Gallas, Cyril Holtz et Damien Lazzerini
  - Grave – Mathieu Descamps, Séverin Favriau et Stéphane Thiébault
  - Le Sens de la fête – Pascal Armant, Sélim Azzazi et Jean-Paul Hurier
- 2019 : Les Frères Sisters - Brigitte Taillandier, Valérie de Loof et Cyril Holtz
  - La Douleur - Antoine-Basile Mercier, David Vranken et Aline Gavroy
  - Le Grand Bain - Cédric Deloche, Gwennolé Le Borgne et Marc Doisne
  - Guy - Yves-Marie Omnès, Antoine Baudouin et Stéphane Thiébaut
  - Jusqu'à la garde - Julien Sicart, Julien Roig et Vincent Verdoux

### Années 2020
- 2020 : Nicolas Cantin, Thomas Desjonquères, Raphaël Mouterde, Olivier Goinard, Randy Thom pour Le Chant du loup
  - Rémi Daru, Séverin Favriau, Jean-Paul Hurier pour La Belle Époque
  - Lucien Balibar, Aymeric Devoldère, Cyril Holtz, Niels Barletta pour J'accuse
  - Arnaud Lavaleix, Jérôme Gonthier, Marco Casanova pour Les Misérables
  - Julien Sicart, Valérie de Loof, Daniel Sobrino pour Portrait de la jeune fille en feu
- 2021 : Yolande Decarsin, Jeanne Delplancq, Fanny Martin et Olivier Goinard pour Adolescentes
  - Jean Minondo, Gurwal Coïc-Gallas et Cyril Holtz pour Adieu les cons
  - Guillaume Valex, Fred Demolder et Jean-Paul Hurier pour Antoinette dans les Cévennes
  - Maxime Gavaudan, François Mereu et Jean-Paul Hurier pour Les Choses qu'on dit, les choses qu'on fait
  - Brigitte Taillandier, Julien Roig et Jean-Paul Hurier pour Été 85
- 2022 : Erwan Kerzanet, Katia Boutin, Maxence Dussère, Paul Heymans et Thomas Gauder pour Annette
  - Olivier Mauvezin, Arnaud Rolland, Edouard Morin et Daniel Sobrino pour Aline
  - Nicolas Provost, Nicolas Bouvet-Levrard et Marc Doisne pour Boîte noire
  - François Musy, Renaud Musy et Didier Lozahic pour Illusions perdues
  - Mathieu Descamps, Pierre Bariaud et Samuel Aïchoun pour Les Magnétiques
- 2023 : François Maurel, Olivier Mortier et Luc Thomas pour La Nuit du 12
  - Cyril Moisson, Nicolas Moreau et Cyril Holtz pour En corps
  - Laurent Benaïm, Alexis Meynet, Olivier Guillaume pour L'Innocent
  - Cédric Deloche, Alexis Place Gwennolé Le Borgne et Marc Doisne pour Novembre
  - Jordi Ribas, Benjamin Laurent et Bruno Tarrière pour Pacifiction : Tourment sur les Îles
- 2024 : Fabrice Osinski, Raphaël Sohier, Matthieu Fichet et Niels Barletta pour Le Règne animal
  - Julien Sicart, Fanny Martin, Jeanne Delplancq et Olivier Goinard pour Anatomie d'une chute
  - Rémi Daru, Guadalupe Cassius, Loïc Prian et Marc Doisne pour Je verrai toujours vos visages
  - Erwan Kerzanet, Sylvain Malbrant et Olivier Guillaume pour Le Procès Goldman
  - David Rit, Gwennolé Le Borgne, Olivier Touche, Cyril Holtz et Niels Barletta pour Les Trois Mousquetaires : D'Artagnan et Les Trois Mousquetaires : Milady
- 2025 : Erwan Kerzanet, Aymeric Devoldère, Cyril Holtz et Niels Barletta pour Emilia Pérez
  - Cédric Deloche, Gwennolé Le Borgne, Jon Goc et Marc Doisne pour L'Amour ouf
  - David Rit, Gwennolé Le Borgne, Olivier Touche, Laure-Anne Darras, Marion Papinot, Marc Doisne et Samuel Delorme pour Le Comte de Monte-Cristo
  - Pascal Armant, Sandy Notarianni et Niels Barletta pour En fanfare
  - Marc-Olivier Brullé, Pierre Bariaud, Charlotte Butrak et Samuel Aichoun pour L'Histoire de Souleymane